# Istruzione nei Paesi Bassi
L'istruzione elementare (fra i 6 ed i 12 anni) è stata resa obbligatoria nel 1900 (l'obbligo fu poi esteso fino ai 15 anni nel 1969 e fino a 16 anni nel 1975) e l'analfabetismo è praticamente scomparso.
Nei Paesi Bassi l'istruzione è obbligatoria fra i 5 ed i 16 anni. Esistono scuole pubbliche, scuole speciali e scuole private. Le scuole pubbliche sono finanziate dal governo e controllate dalle amministrazioni locali. Le scuole speciali ricevono dal governo il medesimo trattamento finanziario delle scuole pubbliche, ma rispondono ad una particolare commissione: queste scuole sono generalmente basate su qualche genere di religione, ideologia o filosofia educativa, per cui esistono ad esempio scuole speciali cattoliche, o scuole speciali basate sul metodo Montessori. Le scuole speciali possono rifiutarsi di ammettere uno studente nel caso i suoi genitori (o lui stesso, se maggiorenne) indichino di non rispettare i valori morali propugnati dalla scuola stessa. Le scuole private non ricevono fondi governativi e godono di maggiori libertà (riguardo ad es. alle ammissioni). Tuttavia, come tutte le altre scuole, anche le scuole private sono soggette al controllo di un'agenzia governativa chiamata Onderwijsinspectie (ispettorato dell'educazione), che ha il potere di chiuderle nel caso di gravi violazioni.
Le scuole si dividono in primarie (Basisonderwijs, di 8 anni; le prime due classi comprendono bambini di 4 e 5 anni), secondarie (Voortgezet Onderwijs, da 4 a 6 anni, secondo il tipo di scuola; coloro che seguono un corso di 6 anni possono accedere direttamente all'università) e terziarie o professionali (di diversi tipi e che forniscono una specializzazione professionale o consentono di intraprendere studi universitari).

## Scuola elementare
Nell'età compresa tra i 4 e i 12 anni, i bambini frequentano la scuola elementare. Questa scuola dura otto anni. È obbligatoria a partire dal secondo anno. Dal terzo anno i bambini imparano a leggere, a scrivere e a far di conto. A partire dal settimo anno si inizia a insegnare la lingua inglese.

## Scuola superiore
Nei Paesi Bassi si possono scegliere una serie di tipi di scuole superiori, che differiscono nella maggiore o minore attenzione data alle materie teoriche.

### VMBO/MAVO en LWOO
È simile alle scuole professionali italiane.
Si suddivide in:
- Programma teorico
- Programma professionale
- Programma misto

### HAVO
L'HAVO dura dai 12 ai 17 anni d'età. L'HAVO è paragonabile all'istituto tecnico italiano.
Al terzo anno di HAVO dovrai scegliere 8 materie che studierai fino al quinto anno e farai l'esame su questi 8.

#### Materie obbligatorie
- Lingua olandese
- Lingua inglese

#### Profili
Come nel VWO, anche nell'HAVO a partire dalla seconda fase, che va dal quarto al sesto anno, vi sono i profili.
I profili sono:
- Cultura e società
  - Storia
  - Geografia, economia o scienze sociali
  - Filosofia, lingua straniera o arte
- Economia e società
  - Matematica
  - Economia
  - Storia
  - Geografia,scienze sociali o lingua straniera
- Scienze e Tecnologia
  - Matematica
  - Fisica
  - Chimica
  - Biologia

#### Materie facoltative
- Lingua e letteratura tedesca
- Lingua e Letteratura francese
- Lingua e letteratura spagnola
- Economia
- Fisica
- Chimica
- Biologia
- Storia
- Matematica
- Informatica
- Progettazione e ricerca
- Gestione e organizzazione
- Geografia
- Cultura e istruzione
- Filosofia

### VWO
Il VWO è diviso in due indirizzi: Athenium e Gymnasium, la differenza sta soltanto nell'aggiunta di latino e greco antico nel Gymnasium.

#### Materie obbligatorie
- Lingua olandese
- Lingua inglese
- Arti (Arte, Musica, Danza, Teatro e Cinema)
- Seconda lingua straniera a scelta tra frisone, papiamento, tedesco, francese, spagnolo, russo, italiano, arabo, turco e infine latino e greco per gli studenti del gymnasium.
- Scienze sociali
- Educazione fisica

#### Profili
A partire dalla seconda fase, che va dal quarto al sesto anno, vi sono i profili.
I profili sono:
- Cultura e società
  - Matematica
  - Storia
  - Geografia, economia e scienze sociali
  - Filosofia, lingua straniera o arte
- Economia e società
  - Matematica
  - Economia
  - Storia
  - Geografia, scienze sociali o lingua straniera
- Scienze e Tecnologia
  - Matematica
  - Fisica
  - Chimica
  - Biologia

#### Materie facoltative
- Arabo
- Biologia
- Cinese
- Economia
- Informatica
- Greco
- Latino
- Ebraico
- Arte & Design
- Russo
- Spagnolo
- Papiamento
- Storia
- Filosofia
- Musica, disegno e artigianato
- Educazione Fisica
- Teatro

## Educazione sessuale
Nei Paesi Bassi dalla fine del 1980 il governo sponsorizza il programma "Amore per tutta la vita" (Lang leve de liefde), che ha lo scopo di dare ai giovani le conoscenze sufficienti perché prendano decisioni ragionate in materia di salute e sessualità. In quasi tutte le scuole superiori si trattano argomenti di educazione sessuale nei corsi di biologia e in oltre la metà delle scuole elementari si comincia a parlare di sessualità e metodi contraccettivi. Il programma verte tanto sugli aspetti biologici che su quelli morali e psicologici, come, ad esempio, l'importanza di capacità comunicative e di compromesso all'interno della coppia. I mass media incoraggiano il dialogo aperto sull'argomento e la sanità pubblica garantisce ai cittadini riservatezza e atteggiamento neutrale. I Paesi Bassi hanno una delle percentuali più basse di ragazze madri al mondo e il sistema olandese è spesso considerato un esempio per gli altri Paesi.